# Dove volano le aquile
Dove volano le aquile è il quinto album in studio del rapper italiano Luchè, pubblicato il 1º aprile 2022 dalla Columbia Records.

## Descrizione
Il disco è il primo dell'artista a seguito della firma con la Columbia Records, terminando pertanto il precedente contratto con la Universal dopo che lo stesso rapper aveva confessato di essere rimasto deluso da alcune persone che lavorano nel settore della musica. I brani in esso contenuti sono sedici, di cui alcuni sono stati realizzati mediante la partecipazione vocale dei seguenti artisti: Elisa, CoCo, Etta, Marracash, Madame, Ernia, Geolier, Guè e Noyz Narcos; nella lista tracce vi è anche il singolo del 2021 Topless, indicato come bonus track.

## Promozione
Nell'ambito della fase promozionale del disco, Luchè ha pubblicato su Instagram, in collaborazione con GQ Italia, tre monologhi scritti da lui e recitati da Marco D'Amore, Alessandro Siani e Belen Rodriguez, i cui testi contenevano i titoli delle tracce non ancora rivelati ufficialmente. In contemporanea all'uscita di Dove volano le aquile è stato pubblicato come primo singolo Le pietre non volano, realizzato con Marracash. Inoltre, l'album è stato presentato in un documentario prodotto da Esse Magazine che racconta la genesi e il concept che ha portato Luchè alla creazione del disco.
Nel corso dell'anno ha intrapreso il DVLA Tour, durante il quale ha presentato i brani del disco in concerto.

## Accoglienza
| Recensione | Giudizio |
| ---------- | -------- |
| Newsic     | 8/10     |
| Ondarock   | 4,5/10   |

L'album è stato accolto positivamente dalla critica specializzata. Il sito Newsic ha affermato che il rapper «ha forza e coraggio, non è facile affrontare un cambiamento, non tanto nello stile, quanto più nel contenuto. Luchè ha avuto sempre delle ottime capacità di scrittura, ma questa volta sembra che la sua penna abbia voluto andare più affondo per farci scoprire lati di Luchè che non avevamo mai conosciuto». Anche Rapologia si è espresso sulla stessa linea d'onda, invitando gli ascoltatori a non fermarsi «all'apparenza in un disco come questo perché sarebbe ingeneroso. Dove volano le aquile è esattamente tutto quello che non ti aspetti ma di cui potresti aver bisogno ed è sicuramente una delle release più entusiasmanti di questo 2022».

## Tracce
Testi di Luca Imprudente, eccetto dove indicato.
1. D10S (feat. Elisa) – 3:49 (musica: Luca Imprudente, Elisa Toffoli, Salvatore Allozzi)
2. Slang – 4:07 (musica: Luca Imprudente, Rosario Castagnola, Sarah Tartuffo)
3. No Love (feat. CoCo) – 3:47 (testo: Luca Imprudente, Corrado Migliaro – musica: Samuele Masia)
4. Liberami da te (feat. Etta) – 4:00 (musica: Luca Imprudente, Rosario Castagnola, Sarah Tartuffo)
5. Le pietre non volano (feat. Marracash) – 4:59 (testo: Luca Imprudente, Fabio Rizzo – musica: Francesco Fedele)
6. Qualcosa di grande (feat. Madame) – 3:35 (testo: Luca Imprudente, Francesca Calearo – musica: Luca Imprudente, Rosario Castagnola, Salvatore Allozzi)
7. L'ultima volta – 3:38 (musica: Rosario Castagnola, Sarah Tartuffo)
8. Ci riuscirò davvero (feat. Ernia) – 4:19 (testo: Luca Imprudente, Matteo Professione – musica: Luca Imprudente, Rosario Castagnola, Sarah Tartuffo)
9. Karma (feat. CoCo) – 4:38 (testo: Luca Imprudente, Corrado Migliaro – musica: Guido Parisi)
10. Password – 2:45 (musica: Valerio Passeri)
11. Tutto di me – 3:55 (musica: Rosario Castagnola, Sarah Tartuffo)
12. Si vince alla fine – 3:54 (musica: Luca Imprudente)
13. Over (feat. Geolier) – 3:30 (testo: Luca Imprudente, Emanuele Palumbo – musica: Guido Parisi)
14. Dire la mia – 4:31 (musica: Guido Parisi)
15. Addio (feat. Guè e Noyz Narcos) – 3:36 (testo: Luca Imprudente, Cosimo Fini, Emanuele Frasca – musica: Guido Parisi)
16. Topless (Bonus Track) – 3:36 (testo: Luca Imprudente, Corrado Migliaro – musica: Guido Parisi)

Tracce bonus nella riedizione digitale
1. La notte di San Lorenzo – 3:08 (testo: Luca Imprudente, Pino Daniele – musica: Guido Parisi, Pino Daniele)
2. Che stai dicenn (feat. Paky) – 3:07 (testo: Luca Imprudente, Vincenzo Mattera – musica: Luca Barker)
3. Purosangue (feat. Shiva) – 2:53 (testo: Luca Imprudente, Andrea Arrigoni – musica: Amritvir Singh)

## Formazione
Musicisti
- Luchè – voce
- Elisa – voce aggiuntiva (traccia 1)
- CoCo – voce aggiuntiva (tracce 3, 9 e 16)
- Etta – voce aggiuntiva (traccia 4)
- Marracash – voce aggiuntiva (traccia 5)
- Madame – voce aggiuntiva (traccia 6)
- Ernia – voce aggiuntiva (traccia 8)
- Geolier – voce aggiuntiva (traccia 13)
- Gué – voce aggiuntiva (traccia 15)
- Noyz Narcos – voce aggiuntiva (traccia 15)

Produzione
- Startuffo – produzione (tracce 2, 4, 7, 8 e 11)
- Pherro – produzione (traccia 3)
- D-Ross – produzione (tracce 2, 4, 6, 7, 8 e 11)
- Luchè – produzione (tracce 1, 2, 4, 6, 8 e 12)
- Fedele – produzione (traccia 5)
- Nazo – produzione (traccia 10)
- Geeno – produzione (tracce 9, 13, 14, 15 e 16)
- Torok – produzione (tracce 1 e 6)

## Classifiche

### Classifiche settimanali
| Classifica (2022) | Posizione massima |
| ----------------- | ----------------- |
| Italia            | 1                 |
| Svizzera          | 63                |

### Classifiche di fine anno
| Classifica (2022) | Posizione |
| ----------------- | --------- |
| Italia            | 15        |
| Classifica (2023) | Posizione |
| Italia            | 49        |